# Reserva Biológica da Contagem

## Histórico
A Reserva Biológica da Contagem é uma Unidade de Conservação de Proteção Integral localizada no Distrito Federal e administrada pelo Instituto Chico Mendes de Conservação da Biodiversidade (ICMBio). Foi criada em 13 de dezembro de 2002, por meio do Decreto s/n de  de 13 de dezembro de 2002, com uma área total de 3.411,17 hectares com o objetivo de assegurar a preservação do equilíbrio natural, da diversidade biológica e dos processos ecológicos naturais. A reserva é situada em uma chapada, onde acredita-se que faziam a “contagem” de ouro durante o ciclo do ouro .É classificada como uma Reserva Biológica (REBIO), uma categoria de Unidade de Proteção Integral conforme o Sistema Nacional de Unidades de Conservação (SNUC).  
Situada na porção norte do Distrito Federal, a reserva limita-se ao sul com a rodovia DF-001 e o Parque Nacional de Brasília; a oeste, com o Núcleo Rural Lago Oeste; a leste, com os condomínios do Setor Habitacional Grande Colorado e a Região Administrativa de Sobradinho II; e ao norte, com a rodovia DF-150. 
Em 2010, foi criado o Núcleo de Gestão Integrada (NGI) da Reserva Biológica da Contagem e do Parque Nacional de Brasília, por meio da Portaria nº 55. No entanto, apenas em 2017, com a publicação da Portaria nº 831, essa gestão integrada foi formalmente instituída, consolidando o NGI Brasília-Contagem. O objetivo foi unificar esforços e otimizar recursos no enfrentamento de desafios comuns às duas unidades.

## Características Naturais

### Vegetação
A Reserva Biológica (Rebio) da Contagem localiza-se no bioma Cerrado e sua vegetação é composta por formações florestais, campestres e, principalmente savânicas, as quais cobrem cerca de 58% da área da unidade de conservação. A fitofisionomia predominante na Rebio é o Cerrado sensu stricto, caracterizado por árvores baixas, inclinadas e tortuosas e pela presença expressiva de arbustos e herbáceas . O Cerrado sensu stricto é composto pelas seguintes subdivisões fisionômicas: Cerrado Denso, Cerrado Típico, Cerrado Ralo e Cerrado Rupestre. Além das fitofisionomias savânicas, há Mata de Galeria, Campo Sujo e Veredas na Rebio. 

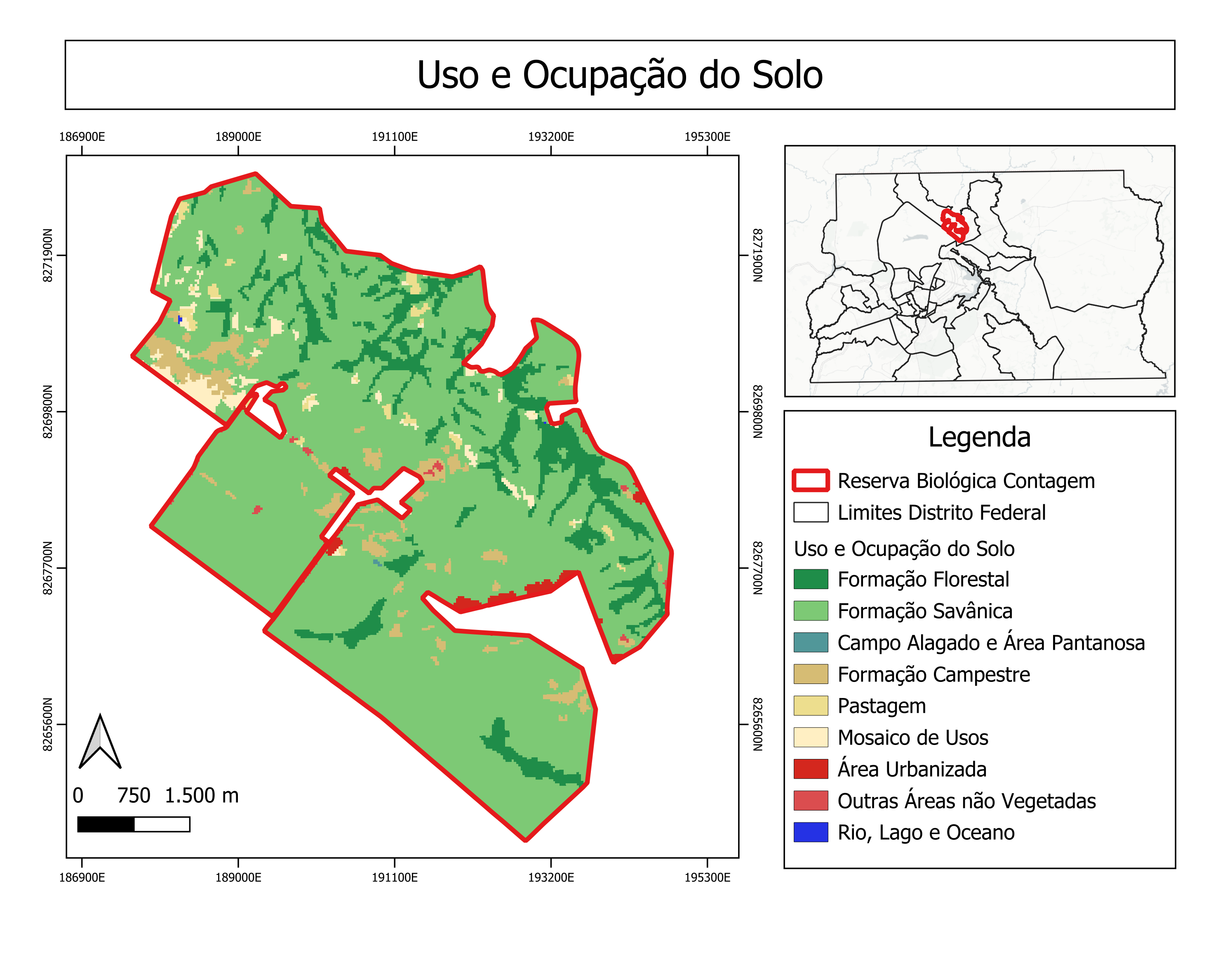
Mapa de Uso e Cobertura do Solo da Reserva Biológica Contagem.

A Rebio participa do Programa Nacional de Monitoramento da Biodiversidade - Programa Monitora, programa instituído pela Instrução Normativa ICMBio n.º 3/2017, e, reformulado pela Instrução Normativa ICMBio n.º 2/2022, cujo objetivo é monitorar a biodiversidade, tanto de fauna quanto de flora, para avaliar a eficiência das ações de conservação e os impactos externos sobre as espécies nas unidades de conservação federais. O componente da Rebio avaliado é o Campestre e Savânico e o Programa Monitora atualmente está em operação na UC. Ainda não há dados publicados acerca dos resultados do programa. 
A análise do uso da terra mostra que a maior parte da área é coberta por formação savânica, tipo de vegetação nativa semelhante ao cerrado, que ocupa cerca de 80% do território. Em segundo lugar, aparece a agricultura, responsável por aproximadamente 11% da área, refletindo o uso do solo para cultivo. Outros tipos de cobertura aparecem em menor proporção, como formações campestres (cerca de 4%), pastagens, mosaicos de uso (áreas com mistura de atividades), zonas urbanizadas e áreas não vegetadas. As áreas com água, como rios e lagos, são pouco representativas, com menos de 1% da área. Esses dados ajudam a entender como o território está ocupado e servem de base para ações de planejamento, conservação ambiental e uso sustentável do solo. 

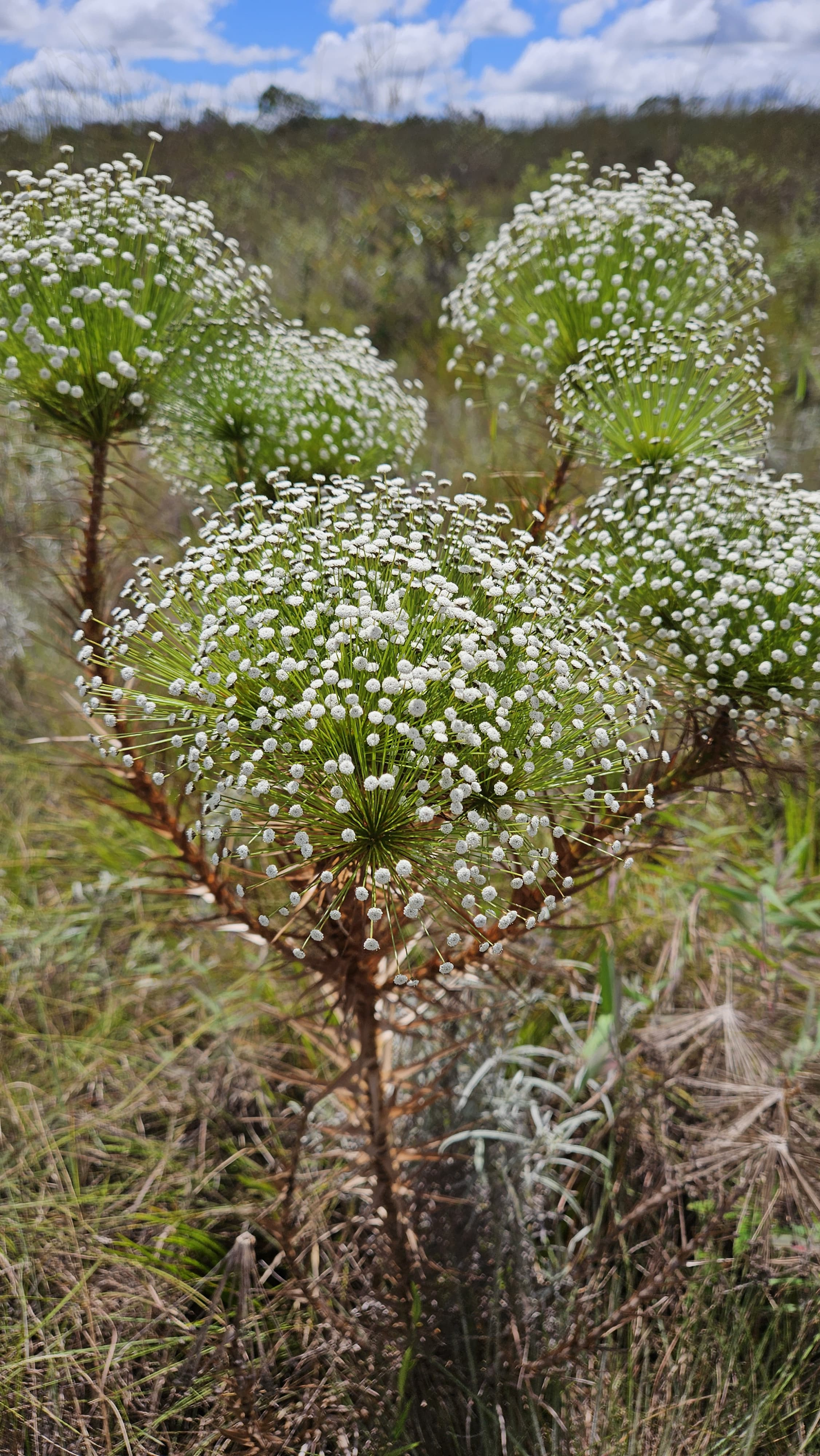
Chuveirinhos na Rebio da Contagem

### Relevo e solos
A Rebio é um exemplo notável de como o relevo e os tipos de solo se interligam para moldar paisagens e ecossistemas. Essa unidade de conservação apresenta uma diversidade geomorfológica e edáfica que influencia diretamente suas características naturais.
A formação de Vale Dissecado, é marcada por um relevo ondulado a forte ondulado, com declividades que frequentemente superam os 20% e altitudes geralmente abaixo dos 800 metros. Nesse tipo de formação, a predominância de Cambissolos é marcante. Esses solos são considerados pouco desenvolvidos, contêm minerais ainda passíveis de intemperismo, são tipicamente rasos e distróficos (pobres em nutrientes). Sua textura varia de argilosa a franco-arenosa, podendo apresentar concreções e cascalhos. A associação dos Cambissolos com relevos movimentados e a alta densidade de drenagem nesse vale indicam uma intensa atuação da erosão, tornando sua preservação crucial devido à sua suscetibilidade. 
Em contraste, o Plano Elevado apresenta um relevo plano a suavemente ondulado, com altitudes que superam os 1.100 metros e declividades inferiores a 10%. Essas áreas são predominantemente recobertas por Latossolos Vermelho e Latossolos Vermelho-Amarelo. De coloração avermelhada, são solos altamente intemperizados, muito profundos e bem drenados. Apesar de suas qualidades físicas, são distróficos e ácidos, com teores de argila variando entre 15% e 80%. A baixa densidade de drenagem no Plano Elevado é uma característica notável, sugerindo que a água se infiltra eficientemente nesses Latossolos profundos, resultando em menor ocorrência de rios e córregos superficiais. 
Já a Rampa Ingrime é marcada por um relevo forte ondulado a escarpado, onde as declividades excedem os 25% e as altitudes variam entre 800 e 1.100 metros. Assim como no Vale Dissecado, há uma ampla predominância de Cambissolos nessa formação. A combinação de encostas íngremes e a alta densidade de drenagem reforça a presença desses solos pouco desenvolvidos e vulneráveis à erosão. Em porções mais baixas dessas encostas côncavas, onde o relevo é ondulado, podem ser encontrados os Nitossolos, conhecidos por sua boa fertilidade e estrutura . Em menor proporção, também ocorrem Plintossolos . Adicionalmente, em depressões específicas sujeitas a inundações, a Rebio da Contagem abriga solos hidromórficos, como os Espodossolos, que são cruciais para ecossistemas adaptados a ambientes encharcados . 

## Importância Hídrica
No interior da Reserva Biológica da Contagem encontram-se duas das oito captações superficiais que integram o Sistema Sobradinho/Planaltina, o terceiro maior produtor de água do Distrito Federal. As captações localizadas dentro dos limites da reserva são o Ribeirão da Contagem e o Córrego Paranoazinho, responsáveis pelo abastecimento das Regiões Administrativas de Sobradinho, Sobradinho II/Fercal e da região do Grande Colorado. Parte da água captada no Córrego do Corguinho também contribui para o abastecimento dessas Regiões Administrativas. 

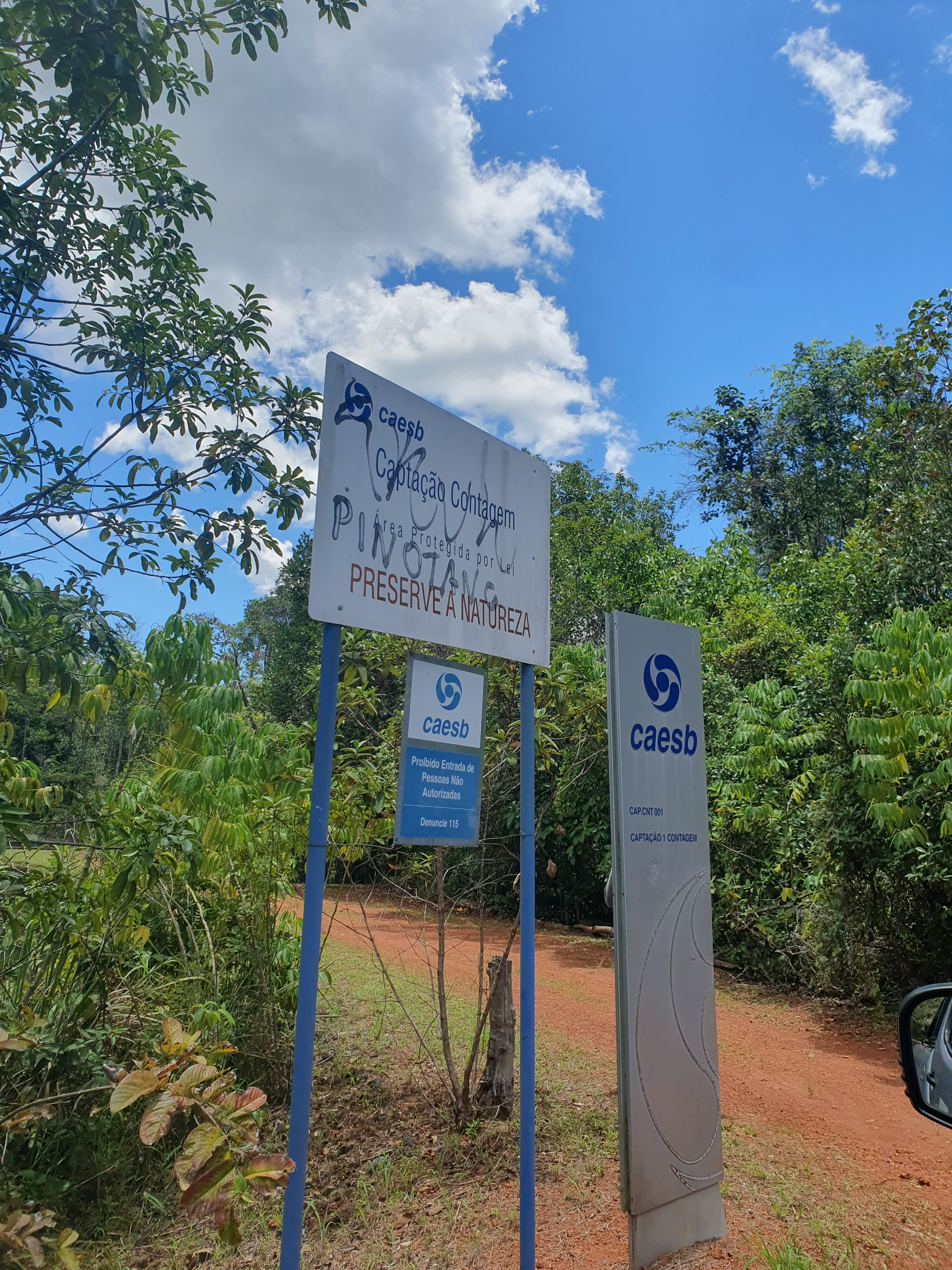
Captação Contagem

O Ribeirão da Contagem está inserido na Unidade Hidrográfica (UH) Ribeirão da Contagem, pertencente à bacia hidrográfica do Rio Maranhão. Já o Córrego Paranoazinho é um afluente do Ribeirão Sobradinho, localizado na Unidade Hidrográfica (UH) Ribeirão Sobradinho, que integra a bacia do Rio São Bartolomeu.
A existência de uma Unidade de Conservação de Proteção Integral, como a Reserva Biológica da Contagem, nessa área estratégica é de fundamental importância para a segurança hídrica regional. A proteção da vegetação nativa contribui diretamente para a conservação das nascentes, a recarga dos aquíferos e a manutenção da qualidade da água, aspectos essenciais para a sustentabilidade do abastecimento hídrico tanto da população quanto das atividades econômicas locais. 
A REBIO da Contagem também possui um valor cultural, pois abriga um sítio histórico, ainda não localizado, conhecido como Contagem de São João das Três Barras - estabelecimento fiscal da coroa portuguesa, instalado no local em 1736, no qual convergia o fluxo das minas de Tocantins e Goiás com destino a Minas Gerais.   

## Espécies Protegidas
As espécies ameaçadas que são protegidas na Rebio da Contagem são o tamanduá-bandeira (Myrmecophaga tridactyla) e o tatu-canastra (Priodontes maximus).

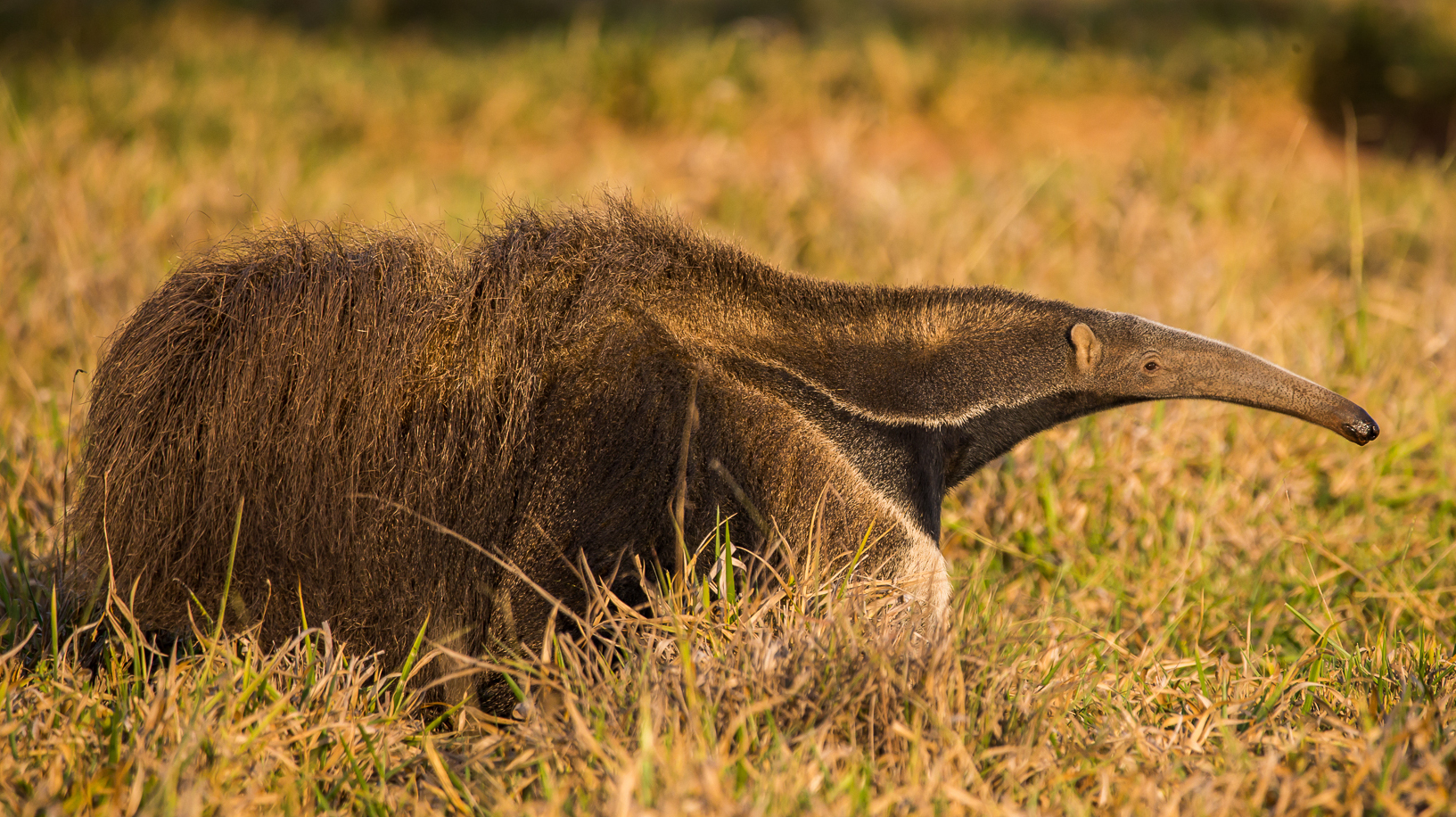
Tamanduá-bandeira (Myrmecophaga tridactyla)

O tamanduá-bandeira é um mamífero mirmecófago (alimenta-se de formigas ou cupins) cujo aparelho bucal é adaptado a esta dieta especializada . A espécie ocupa diversos habitats, desde savanas e campos abertos, onde se alimenta, a florestas, usadas como abrigo para descanso, proteção contra predadores e termorregulação. Atualmente, o tamanduá-bandeira é classificado como vulnerável (VU) à extinção na Lista Vermelha da IUCN (The IUCN Red List of Threatened Species) e está possivelmente extinto em países como Belize, El Salvador, Guatemala, Uruguai, Costa Rica, em alguns locais de Argentina e em estados do Brasil como Santa Catarina, Rio de Janeiro, Rio Grande do Sul, Espírito Santo. Dentre as ameaças, cita-se a perda e fragmentação de habitat pela alteração do uso e cobertura do solo, a caça e atropelamentos. 

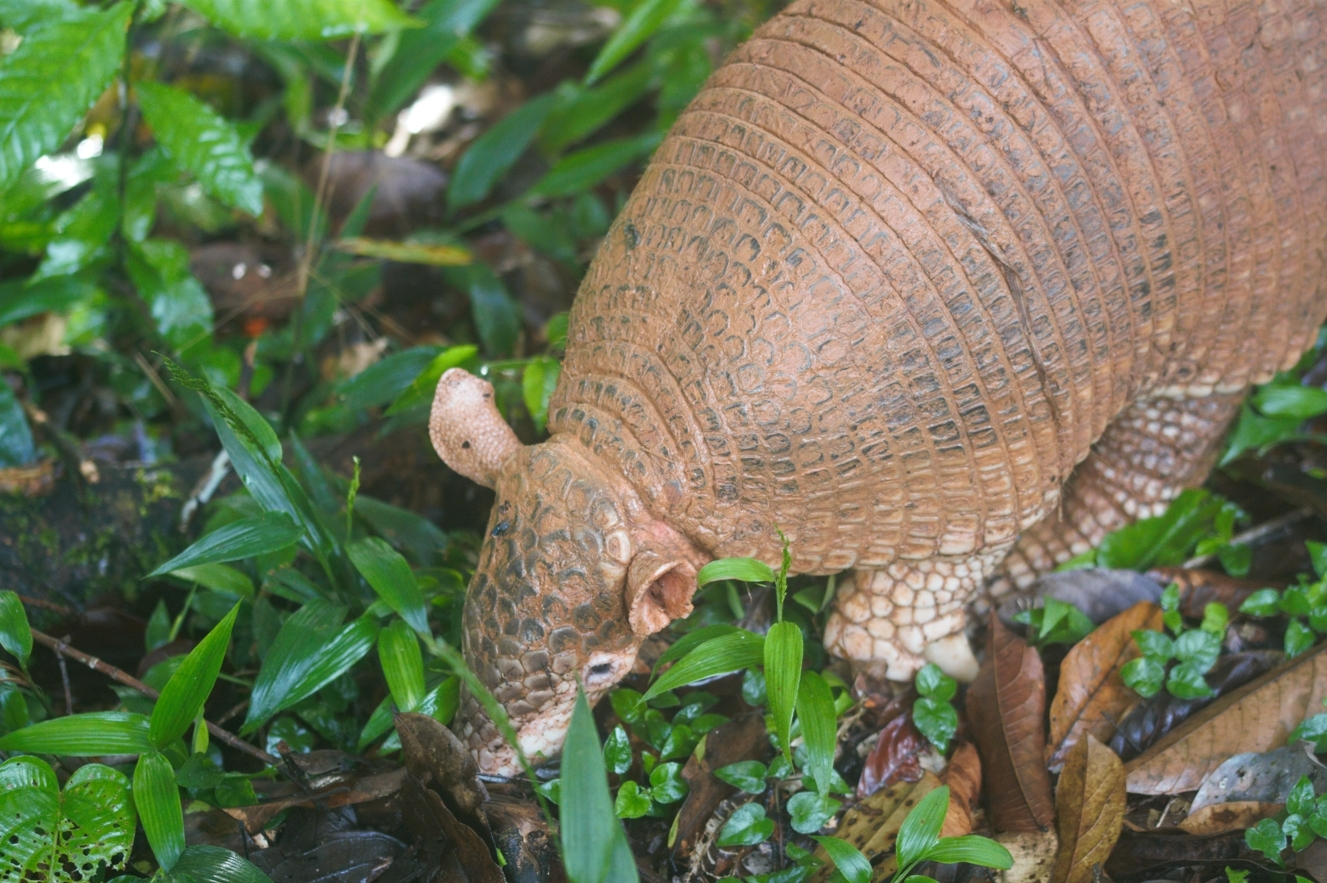
Tatu-canastra (Priodontes maximus)

O tatu-canastra é o maior dos tatus atuais, com adultos podendo chegar a 1,5 m de comprimento. É uma espécie mirmecófaga naturalmente rara, com lento crescimento populacional e com ampla distribuição geográfica na América do Sul, com habitats variando de florestas a savanas abertas. Atualmente, o tatu-canastra é classificado como vulnerável (VU) na Lista Vermelha da IUCN (The IUCN Red List of Threatened Species) e está possivelmente extinta no Uruguai . As ameaças são a perda e fragmentação de habitat pela alteração da cobertura do solo, a caça, atropelamentos e a contaminação ambiental.
Diante de tal contexto, a Reserva Biológica da Contagem (RBC) tem papel importante na conservação de tais espécies ameaçadas e na manutenção da diversidade biológica do Cerrado. A Rebio e suas proximidades servem como um habitat vital para diversas espécies da fauna, em grande parte devido à sua conexão com outras unidades de conservação e à relevância ecológica da região . Entre os animais que utilizam os limites da Reserva, destacam-se os papagaios-galegos (Salvatoria xanthops), que se beneficiam da proximidade da RBC com o Parque Nacional de Brasília (PNB), utilizando-a como uma área de dispersão . A presença do cágado-de-vanderhaegei (Phrynops vanderhaegei) e da perereca-da-cachoeira (Hyla pseudopseudis) também é notável na área da Reserva . A integração da RBC com outras áreas protegidas, como o Parque Nacional de Brasília e a Floresta Nacional de Brasília, é crucial, pois essas áreas atuam como corredores ecológicos, permitindo o fluxo de genes e o movimento da biota. Esse intercâmbio facilita a dispersão de espécies e a recolonização de áreas degradadas, contribuindo diretamente para a sobrevivência das populações animais.   

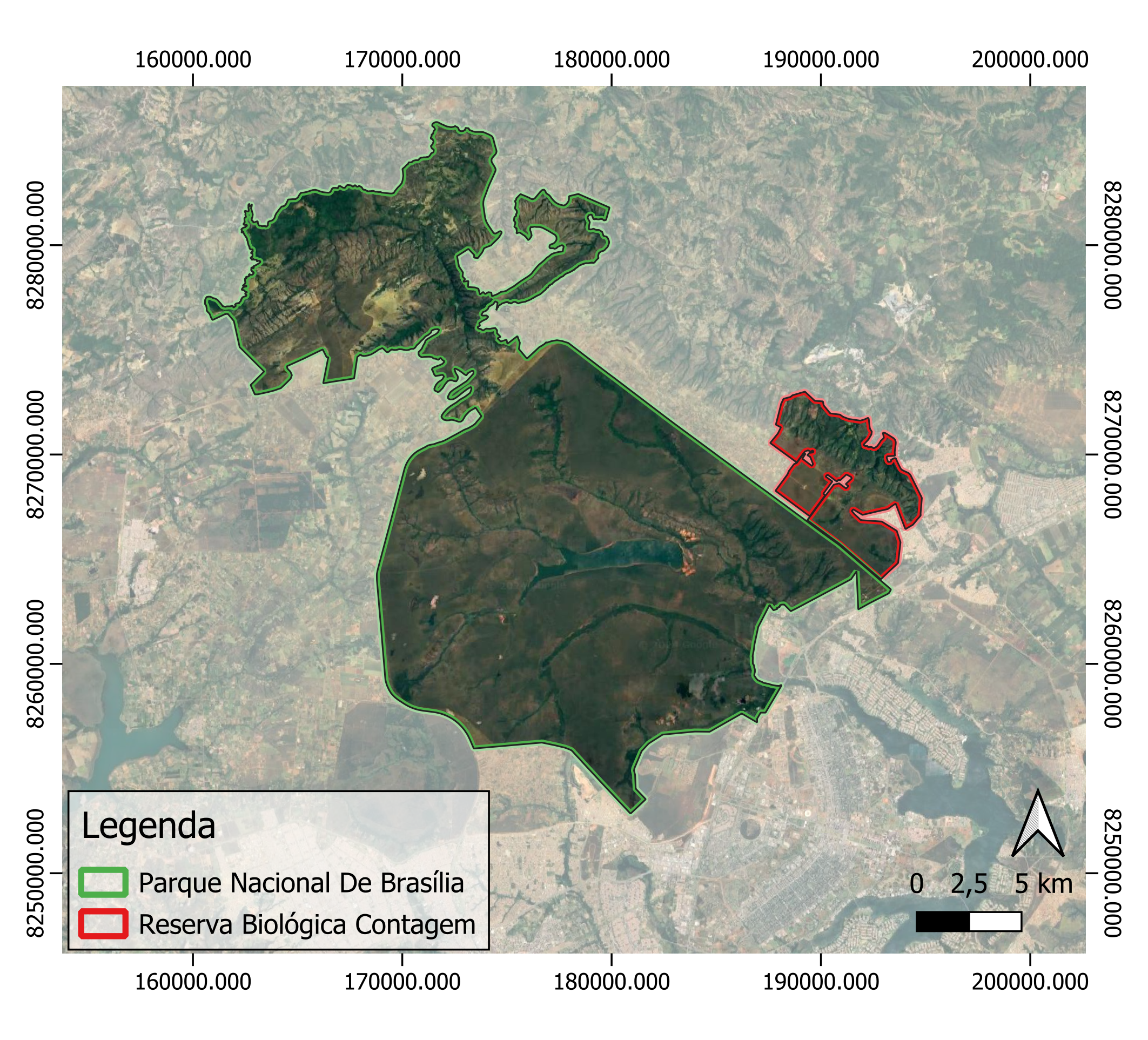
Localização do Parque Nacional de Brasília e Reserva Biológica Contagem.

A Rebio Contagem e o Parque Nacional de Brasília (PNB) formam um importante corredor ecológico no bioma Cerrado, localizado no Distrito Federal. A proximidade geográfica entre as duas unidades de conservação favorece a conectividade entre seus ecossistemas, permitindo o deslocamento de espécies da fauna silvestre, a dispersão de sementes e o fluxo gênico entre populações vegetais e animais. Essa conectividade é extremamente importante para a manutenção da biodiversidade regional, especialmente diante da fragmentação de habitats causada pela urbanização, expansão agrícola e ocorrência de incêndios. Além disso, o corredor ecológico contribui para a integridade ecológica das duas unidades, favorecendo a conservação de espécies ameaçadas.   
A proteção e o manejo integrado das áreas situadas entre a REBIO Contagem e o PNB são considerados estratégicos para a conservação ambiental no entorno do Distrito Federal, sendo objeto de estudos e propostas voltadas à implementação de políticas públicas de preservação e restauração ecológica.

## Conflitos e Ameaças
A Rebio da Contagem foi formalmente reconhecida como uma Unidade de Conservação (UC) prioritária para a implementação de ações de Detecção Precoce e Resposta Rápida (DPRR) contra Espécies Exóticas Invasoras (EEI) em ambientes terrestres. Essa classificação não apenas indica uma alta probabilidade de introdução dessas espécies, mas também a significativa presença delas em seu entorno, resultando em um elevado Índice de Prioridade para Detecção Precoce e Resposta Rápida (IDPRR). 
As EEI são definidas como organismos não nativos introduzidos fora de sua área de distribuição natural, representando uma ameaça direta à diversidade biológica e aos serviços ecossistêmicos essenciais. Seus impactos são multifacetados e severos: Essas espécies podem excluir ou competir com as espécies nativas por recursos vitais, alterando fundamentalmente a estrutura e a composição dos ecossistemas. Além disso, contribuem para a homogeneização dos ambientes naturais – ou seja, tornam os ecossistemas mais parecidos entre si – e modificam significativamente as características da biodiversidade local. Diante dessa complexidade, a prevenção é universalmente reconhecida como o método mais econômico e eficiente para o manejo de EEI. 
A disseminação de gramíneas exóticas invasoras, notadamente o capim-andropogon (Andropogon gayanus), é um problema crescente nas unidades de conservação, incluindo a Rebio da Contagem . Essas gramíneas alteram diretamente o comportamento do fogo, aumentando a flamabilidade, a temperatura e a intensidade dos incêndios em comparação com as gramíneas nativas . A presença dessas plantas invasoras eleva drasticamente o risco de incêndios, criando um ciclo vicioso de degradação ambiental. O regime de fogo anual, inclusive nas áreas limítrofes onde são realizados os aceiros, contribui para a proliferação e disseminação dessas espécies . 
Uma deficiência fundamental e crítica na gestão da Rebio da Contagem é a ausência de um plano de manejo abrangente . Esse plano é considerado um instrumento essencial para a gestão eficaz de qualquer unidade de conservação. Sem ele, a direção estratégica das ações de conservação e a eficácia dos esforços de fiscalização dentro da reserva são severamente prejudicadas  .Consequentemente, o objetivo amplo e fundamental da reserva — "assegurar a preservação do equilíbrio natural, da diversidade biológica e dos processos ecológicos naturais" — carece da orientação específica e das diretrizes acionáveis necessárias para ser plenamente alcançado. Apesar de não contar com plano de manejo da unidade de conservação, destaca-se que a Rebio da Contagem tem Plano de Manejo Integrado do Fogo (PMIF) em conjunto com o Parque Nacional de Brasília.

## Proposta de recategorização da Reserva Biológica da Contagem
O Projeto de Lei (PL) nº 4.379, de 2020, de autoria do Senador Izalci Lucas, coloca em discussão a recategorização da Reserva Biológica (REBIO) da Contagem para Parque Nacional. A iniciativa prevê a integração de uma área adicional de aproximadamente 2.116,26 hectares, a ser doada pela Companhia Imobiliária de Brasília (TERRACAP), culminando na formação do Parque Nacional da Chapada da Contagem. A área proposta para a incorporação, situada nas escarpas da Chapada da Contagem, é reconhecida por sua elevada suscetibilidade ambiental .  
A Senadora Leila Barros, relatora do projeto, manifesta concordância com a recategorização. Embora a categoria de Parque Nacional seja considerada menos restritiva que a de Reserva Biológica em termos de uso, a relatora observa que essa transição se alinha à vocação da região para o turismo ecológico. A transformação em Parque Nacional possibilitaria a abertura à visitação pública, a recreação em contato com a natureza e a prática de esportes ao ar livre. Essa abertura é vista como um instrumento fundamental para a sensibilização da sociedade em relação à conservação do patrimônio ambiental brasileiro. 

O projeto ainda será analisado pelas comissões de Constituição e Justiça e de Cidadania. Depois, seguirá para o Plenário da Câmara. 